# Карл Шпіттелер
Карл Фрідріх Георг Шпіттелер (нім. Carl Friedrich Georg Spitteler) відомий під псевдонімом Карл Фелікс Тандем (нім. Carl Felix Tandem) (*24 квітня, 1845, Лісталь — 29 грудня, 1924, Люцерн) — швейцарський поет, лауреат  Нобелівської премії з літератури 1919 року «За незрівнянний епос „Олімпійська весна“».
Розвиваючи класичний стиль і ідеалістичний напрямок в німецькомовній літературі, Шпіттелер запропонував оригінальний варіант епічної розповіді, що мав у видозмінених варіантах продовження і в літературі XX століття.
Його творчість було відзначено критиками, а також Фрідріхом Ніцше, його рекомендували на посаду редактора мюнхенського журналу «Кунстварт» («Художній огляд»).

## Біографія
Народився в Лісталі, неподалік від Базеля. В 1849 році родина переїхала в Берн, а Карл залишився жити у тітки в Базелі і вступив в місцеву гімназію, отримавши з окремих предметів підготовку на університетському рівні.
З дитинства захоплювався музикою і малюванням. У гімназії під впливом філолога В. Вакернагеля і історика Я. Буркхардта у нього розвинувся інтерес до епічної поезії, до творчості поета епохи Відродження Лудовіко Аріосто.
В 1863 році вступив до Цюрихського університету на факультет права. З 1863 по 1870 вивчав теологію в Цюриху, Гейдельбергу і Базелі.
Після закінчення навчання заради можливості займатися літературою відмовився від пропозиції стати пастором і в 1871 поїхав до Петербургу, де прожив 8 років.
В 1879 повернувся до Швейцарії. В 1881 зайняв місце вчителя в Нойвевілле (кантон Берн), де через два роки одружився зі своєю ученицею Марі дер Хофф. Працював журналістом у газетах Базеля і Цюриха.
В 1892 сім'я переїхала в Люцерн.

## Творчість
Перші досліди у віршуванні відносяться до часу навчання в гімназії в Базелі.
Свою першу епічну поему, написану рітмізованою прозою, «Прометей і Епіметей» (Prometheus und Epimetheus) — алегорію, яка містить паралелі з конфліктами і суперечностями сучасного суспільного життя — написав у Петербурзі.
В 1880 Шпіттелер під псевдонімом Карл Фелікс Тандем видав у Швейцарії поему на власні кошти. Для широкого кола читачів це видання пройшло непоміченим.
У період роботи журналістом в газетах Базеля і Цюриха написав:
- Поему, написану білим віршем, «Про надприродне» (Extramundana, 1883);
- Збірники віршів «Метелики» (Schmetterlinge, 1889);
- «Літературні притчі» (Litterarische Gleichnisse, 1892);
- Прозові твори «Маленький Фред з клану Колдер» (Friedli der Kolderi, 1891) та «Густав» (Gustav, 1892).

В Люцерні були написані:
- «Балади» (Balladen, 1896);
- «Ущелина Сен-Готард» (Der Gotthard, 1897);
- Повість «Лейтенант Конрад» (Conrad der Leutnant, 1898);
- Збірка критичних есе «Забавні істини» (Lachende Wahrheiten, 1898).

Найбільшу популярність принесла Шпіттелеру епічна поема «Олімпійська весна» (Olimpischer Fruhling), що виходила частинами з 1900 по 1905 та повністю — у 1910. В 1904 відомий диригент Фелікс Вейнгартнер опублікував хвалебну статтю — з його легкої руки «Олімпійська весна» була визнана шедевром німецькомовної літератури.
В 1908 Шпіттелер випустив брошуру «Мої відносини з Ніцше» (Meine Beziehungen zu Nietzsche) у зв'язку з пред'явленими йому звинуваченнями в плагіаті. У другому виданні «Прометея і Епіметея», випущеному під його власним ім'ям, критики угледіли запозичення з книги Ніцше «Так говорив Заратустра», насправді вийшла в світ пізніше першого видання «Прометея».

## Нагороди
В 1920 році у віці 75 років за поему «Олімпійська весна» Карл Шпіттелер отримав Нобелівську премію з літератури. Член Шведської академії Харальд Йєрне назвав міфологію Шпіттелера «унікальною формою вираження, в якій у боротьбі вільного волевиявлення з нав'язаною необхідністю постають на рівні ідеального уяви людські страждання, надії і розчарування».
1920 року був нагороджений Премією Шиллера.
В 1916 р. був нагороджений медаллю Товариства франкомовних письменників за те, що виступив на підтримку нейтралітету Швейцарії, відкидаючи ідею про те, що німецькомовна Швейцарія є «расовими союзником» Німеччини у Першій світовій війні.
На честь Шпіттелера названий  кратер на  Меркурії.

## Головні твори
- 1881 Прометей і Епіметей (нім. Prometheus und Epimetheus)
- 1883 Про надприродне нім. Extramundana)
- 1887 (нім. Ei Ole)
- 1887 Samojeden
- 1887 Hund und Katze
- 1887 Olaf
- 1888 Bacillus
- 1889 Das Bombardement von Åbo
- 1889 Метелики (нім. Schmetterlinge)
- 1889 Der Parlamentär
- 1890 Das Wettfasten von Heimligen
- 1891 Маленький Фред з клану Колдері (нім. Friedli der Kolderi)
- 1891 Густав (нім. Gustav)
- 1892 Літературні притчі (нім. Literarische Gleichnisse)
- 1892 Der Ehrgeizige
- 1893 Jumala. Ein finnisches Märchen
- 1896 Балади нім. Balladen
- 1897 Ущелина Сен-Готард (нім. Der Gotthard
- 1898 Лейтенант Конрад (нім. Conrad, der Leutnant)
- 1898 Збірка критичних есе «Забавні істини» (нім. Lachende Wahrheiten)
- 1900 Die Auffahrt
- 1901 Hera die Braut
- 1903 Die hohe Zeit
- 1904 Ende und Wende
- 1905 Олімпійська весна (Епос)
- 1906 Imago
- 1906 Gras- und Glockenlieder
- 1907 Die Mädchenfeinde
- 1920 Meine frühesten Erlebnisse
- 1924 Prometheus der Dulder